# دو تالعينت (افلايسن)
دو تالعينت هو دُوَّار يقع بجماعة أفلا يسن، إقليم شيشاوة، جهة مراكش آسفي في المملكة المغربية. ينتمي الدوّار لمشيخة افلايسن التي تضم 13 دوار. يقدر عدد سكانه بـ 144 نسمة حسب الإحصاء الرسمي للسكان والسكنى لسنة 2004.

## روابط خارجية
- البوابة الوطنية للجماعات الترابية نسخة محفوظة 12 مارس 2018 على موقع واي باك مشين.
- المندوبية السامية للتخطيط